# Johannes Weiss

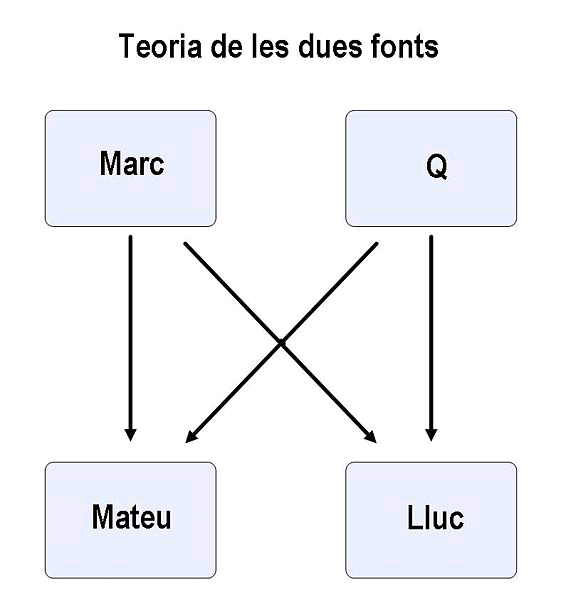
Teoria de les dues fonts

Johannes Weiß (1863 - 1914) fou un teòleg protestant alemany.
Pertany al període de l'antiga recerca del Jesús històric (Old Quest)
A Johannes Weiß se li deu (1890) la denominació de Font Q que es dona als textos coincidents entre els evangelis sinòptics, que es consideren una tradició oral o escrita que va servir per a la redacció dels tres sinòptics, i possiblement d'alguns apòcrifs. En realitat, la Q correspon a l'abreviatura de font en alemany (Quelle). Aquesta teoria originada en el 1838 per Christian Gottlob Wilke i Christian Hermann Weisse està àmpliament acceptada avui dia.
En el 1892 assenyalava que el tema central de Jesús de Natzaret era l'arribada imminent del Regne de Déu.
El 1913 publicà Das Problem der Entstehung des Christentums. On insisteix que s'ha de trobar el cristianisme en les seves fonts jueves, i diferenciar aquesta arrelament principal respecta de les influències que podrien tenir de les religions mistèriques, a diferència de la tendència a interpretar el cristianisme com una religió sorgida principalment dels cultes mistèrics, com es venia plantejant en l'Escola de la història de les religions.

## Obra
- Die Predigt Jesu vom Reiche Gottes ("Jesús, proclamació del regne de Déu"), 1892.
- Paulus und Jesus ("Pau i Jesús"), 1909.
- Jesus von Nazareth, Mythus oder Geschichte? ("Jesús de Natzaret, Mite o Historia?"), 1910.
- Das Urchristentum (completat per R. Knopf "La Història dels cristians primitius"), 1917.